# GIRD-09
Die GIRD-09 (auch: R1, russisch ГИРД-09) war die erste sowjetische Hybridrakete. Sie flog erstmals am 17. August 1933.

## Entwicklung
Entwickelt wurde sie in der Entwicklungsabteilung 2 der GIRD unter Leitung von Michail Tichonrawow ab 1932, beteiligt war u. a. auch Sergei Koroljow. Die Bodentestläufe begannen im März 1933. Schwierigkeiten mit dem instabil arbeitenden Hybridtriebwerk verzögerten die Erprobung aber noch um fast fünf Monate. Am 17. August erfolgte in Nachabino bei Moskau um 19:00 Uhr der Erststart. Er dauerte 18 Sekunden, die Rakete erreichte dabei eine Höhe von 400 Metern. Dieser Start gilt als die Geburtsstunde des sowjetischen Raketenbaus.
Ein zweiter Start im Herbst 1933 misslang, weil das Triebwerk explodierte. Als leistungsstärkere Weiterentwicklung entstand das Modell 13, von dem sechs Exemplare gebaut wurden.

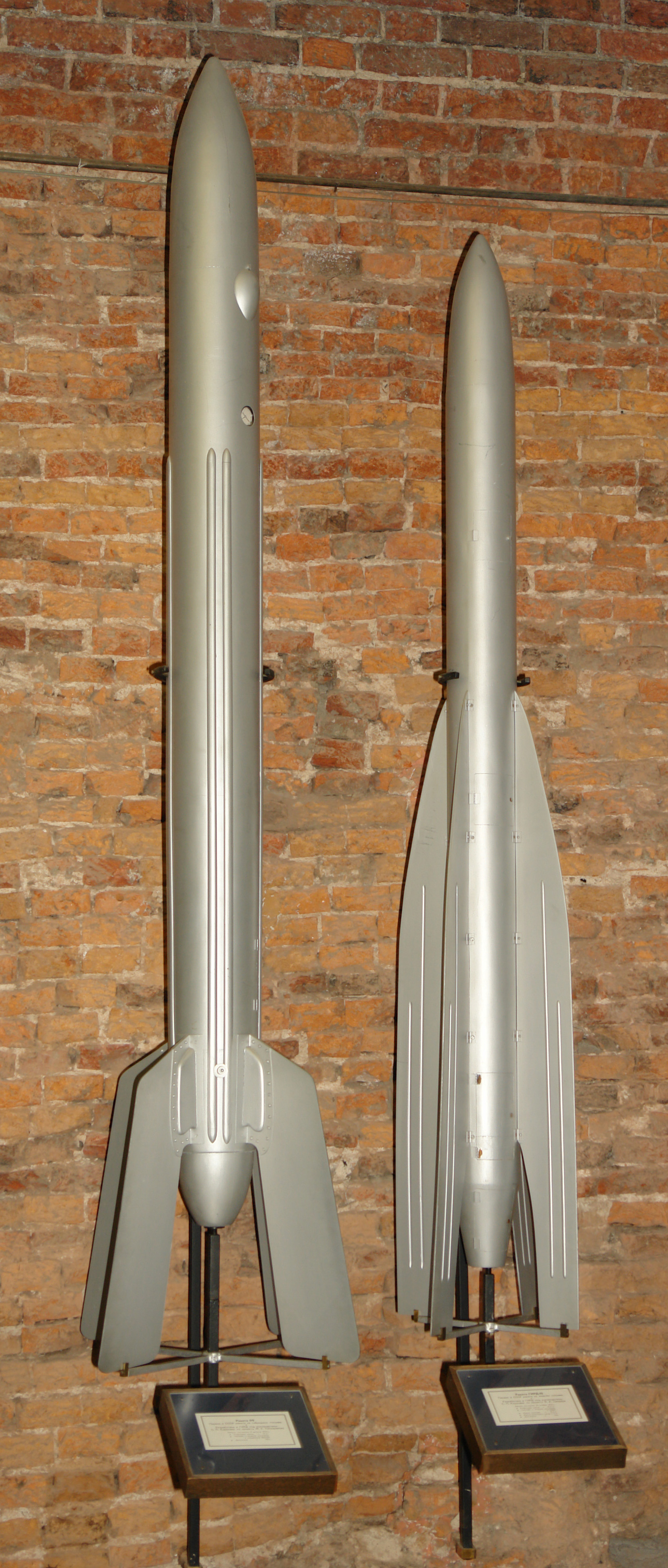
Modell der GIRD-09 (links) und GIRD-X